# یواس‌اس مک‌کالا (دی‌دی-۲۵۳)
یواس‌اس مک‌کالا (دی‌دی-۲۵۳) (به انگلیسی: USS McCalla (DD-253)) یک زیردریایی است که طول آن 314 feet 5 inches (95.83 m) می‌باشد. این زیردریایی در سال ۱۹۱۹ ساخته شد.